# Pusillina
Pusillina là một chi ốc biển nhỏ, là động vật thân mềm chân bụng sống ở biển trong họ Rissoidae.

## Các loài
Các loài trong chi Pusillina gồm có:
- Pusillina amblia (Watson, 1886)[3]
- Pusillina benzi (Aradas & Maggiore, 1844)[4]
- Pusillina diversa (F. Nordsieck, 1972)[5]
- Pusillina ehrenbergi (Philippi, 1844)[6]
- Pusillina fuscapex Gofas, 2007[7]
- Pusillina harpa (A. E. Verrill, 1880)[8]
- Pusillina harpula Gofas, 2007[9]
- Pusillina inconspicua (Alder, 1844)[10]
- † Pusillina kazakhstanica Amitrov, 2010[11]
- Pusillina lineolata (Michaud, 1832)[12]
- Pusillina marginata (Michaud, 1832)[13]
- Pusillina metivieri Bouchet & Warén, 1993[14]
- Pusillina minialba Segers, Swinnen & De Prins, 2009[15]
- Pusillina munda (Monterosato, 1884)[16]
- Pusillina philippi (Aradas & Maggiore, 1844)[17]
- Pusillina radiata (Philippi, 1836)[18]
- Pusillina sarsii (Lovén, 1846)[19]
- Pusillina sufflava Cecalupo & Perugia, 2009[20]
- Pusillina testudae (Verduin, 1979)[21]